# Bariza Ghezelani
Bariza Ghezlani hay còn gọi là Bariza Ghazlani, Bariza Ghezelani hoặc Bariza Ghozlani, (sinh ngày 16 tháng 9 năm 1993) là một vận động viên đi bộ người Algérie. Cô là một người chiến thắng hai chiếc cúp của cuộc đua đi bộ 20 km của Algeria (2014 và 2015) và giành được hai huy chương tại Giải vô địch điền kinh Ả Rập.
Ghezelani sinh ngày 16 tháng 9 năm 1993. Cô đang đào tạo tại Association sportive de la sûreté nationale (Hiệp hội thể thao an ninh quốc gia) .

## Giải đấu quốc tế
| Năm  | Giải đấu                   | Địa điểm             | Thứ hạng | Nội dung      | Chú thích |
| ---- | -------------------------- | -------------------- | -------- | ------------- | --------- |
| 2012 | World Junior Championships | Barcelona, Spain     | 32nd     | 10,000 m walk | 53:30.36  |
| 2013 | Arab Championships         | Doha, Qatar          | 2nd      | 10 km walk    | 57:41     |
| 2015 | Arab Championships         | Isa Town, Bahrain    | 3rd      | 10 km walk    | 54:15.4   |
| 2016 | African Championships      | Durban, South Africa | 7th      | 20 km walk    | 1:46:33   |
| 2019 | Arab Championships         | Cairo, Egypt         | 3rd      | 10 km walk    | 50:00     |

## Mạch thắng
- Grand Prix International de marche: 2013 [6]
- Giải vô địch mở rộng của Algeria "Tayeb Mghezzi": 2013 [5]
- Cúp đi bộ đường đua Algeria: 2014, 2015 [7][8]

## Thành tích cá nhân tốt nhất
- 10 km đi bộ: 50: 41,36 phút (2015) [9]